# Fortín Teniente Coronel Eugenio Ayala Velázquez
Fortín Teniente Coronel Eugenio Ayala Velázquez (más conocido como Fortín Ayala Velázquez o Toba Quemado) es una localidad paraguaya del departamento de Boquerón, ubicada en el kilómetro 525 de la ruta PY12, a unos 562 km de Asunción.
En la actualidad la localidad se encuentra escasamente poblada, teniendo una población de unos 45 habitantes aproximadamente, siendo la mayoría de ellos personal militar. 
Forma parte y depende administrativamente del municipio de Boquerón (Ex Neuland), ubicado a unos 193 kilómetros de distancia.

## Toponimia
Recibe su nombre en honor al Mayor Eugenio Ayala Velázquez, un destacado militar paraguayo oriundo de Yuty, que fundó varios fortines (entre ellos el Fortín Boquerón) y murió en combate el 12 de diciembre de 1934 camino a Ybybobo, en la última etapa de la Guerra del Chaco. Póstumamente fue ascendido al grado inmediatamente superior de Teniente Coronel.
Algunos aún conocen a la zona por su nombre anterior de Toba Quemado, este nombre hace referencia a los indígenas Toba y a su color de piel un poco oscura que parece quemada debido al abrasador sol del Chaco.

## Historia
Desde 1905 Bolivia empezó a ocupar discretamente el Chaco Boreal, que en ese entonces estaba en disputa con Paraguay, creando pequeños fuertes militares conocidos como "fortines". Por lo que Paraguay respondió fundando también sus propios fortines en los siguientes años.
En los años 1920, el ejército boliviano funda el Fortín Toba Quemado, en la actual zona de la localidad.
El 9 de septiembre de 1932 estalla la Guerra del Chaco.
El 12 de diciembre de 1934 fallece el Mayor Eugenio Ayala Velázquez, camino al Fortín Ybybobo.
El 30 de diciembre de 1934 los paraguayos capturan el Fortín Ybybobo y lo renombran como Fortín Capitán Eugenio Ayala Velázquez, pero luego de la firma del Tratado de Paz en 1938 entre Paraguay y Bolivia, el Fortín Ybybobo queda definitivamente en territorio boliviano, por lo que los paraguayos se retiran de la zona y para homenajear al caído en combate eligen renombrar al Fortín Toba Quemado que sí quedó dentro de territorio paraguayo con su nombre actual de Fortín Teniente Coronel Eugenio Ayala Velázquez.
Desde 1992 hasta 2021 formó parte del municipio de Mariscal Estigarribia.
Posteriormente, desde el 13 de enero de 2021, Fortín Ayala Velázquez pasó a formar parte del distrito de Boquerón (Ex Neuland).

## Geografía
Fortín Ayala Velázquez se ubica en el desvío del kilómetro 525 de la ruta PY12, cercano a unos 7 km al norte de la Cañada La Madrid, el canal artificial paraguayo por donde pasan las aguas del Río Pilcomayo. Al noroeste y norte limita con Agropil, al noreste con la Comunidad Indígena La Princesa y Comunidad Indígena Quenjacloi, al este con el Santa María de los Doce Apóstoles, al sureste con Magariños. Y al sur, suroeste y oeste con la Provincia de Formosa, Argentina, respectivamente.
| Noroeste: Agropil              | Norte: Agropil            | Nordeste: Comunidad Indigena La Princesa Comunidad Indígena Quenjacloi |
| Oeste: Provincia de Formosa    |                           | Este: Santa María de los Doce Apóstoles                                |
| Suroeste: Provincia de Formosa | Sur: Provincia de Formosa | Sureste: Magariños                                                     |

## Clima
Según la clasificación de Köppen Fortín Ayala Velázquez tiene un clima semiárido cálido, uno de los más extremos y hostiles del territorio paraguayo, conocido por sus temperaturas altas, que llegan hasta los 46 °C a la sombra en verano y bajan hasta los −7 °C en invierno. El verano suele ser húmedo con algunas lluvias, mientras que el invierno es seco.

## Infraestructura
La infraestructura de la zona actualmente es muy pobre y escasa, pero se espera que en los próximos años con las inversiones del  gobierno paraguayo la situación mejore. 